# Hoplothrips hoodi
Hoplothrips hoodi är en insektsart som först beskrevs av Gary Scott Morgan 1913.  Hoplothrips hoodi ingår i släktet Hoplothrips och familjen rörtripsar. Inga underarter finns listade i Catalogue of Life.